# تشارلز إل. كيرلاخ
تشارلز إل. كيرلاخ (بالإنجليزية: Charles L. Gerlach)‏ هو مسير أعمال وسياسي أمريكي، ولد في 14 سبتمبر 1895 في بيت لحم في الولايات المتحدة، وتوفي في 5 مايو 1947 في ألينتاون في الولايات المتحدة. حزبياً، نشط في الحزب الجمهوري. وقد انتخب عضو مجلس النواب الأمريكي.